# Diolkosz
A diolkosz a Korinthoszi-földszorost, más néven Iszthmoszt átszelő kötélpálya, melyen az i. e. 7. századtól kezdve a hajókat az egyik parttól a másikig eljuttatták.

## Története
A 21 500 négyzetkilométeres Peloponnészosz félszigetet a legkeskenyebb részén mindössze 6,3 kilométeres Iszthmosz köti össze a görög szárazfölddel. Ez azt jelentette, hogy a görögök kereskedőhajóknak egy nagyjából 700 kilométeres kerülőt kellett tenniük, ha át akartak jutni a saját területük egyik oldaláról a másikra, és úgy akartak továbbhajózni az áruikkal a távolabbi kereskedelmi célpontjaik felé. Ezért már az ókorban is elkezdtek azon gondolkodni, hogy miként lehetne csatornát vágni a két tengerszakasz közé, és így jelentősen lerövidíteni az utat. A sziklás, emellett gyakran földrengésekkel is sújtott vidéken azonban ezt a feladatot hosszú évszázadokon át nem tudták megoldani.
Kb. az i. e. 7. század végétől kényszermegoldásként egy kötélpályát alkalmaztak, ahol a hajókat zsírral síkosították, majd egy faszerkezetre helyezve állati és emberi erővel áthúzták a szoros egyik partjáról a másikra. Legalább az i. sz. 1. század közepéig működött.
A Korinthoszi-csatorna megépítésével aztán 1893-ban a Peloponnészosz félsziget szigetté alakult.